# Banco Central de Irak
El Banco Central de Irak (en árabe: البنك المركزي العراقي) es el banco central de Irak.

## Objetivos
Al menos hasta el 28 de marzo de 2011, el sitio web oficial del BCI establece que "los objetivos principales del Banco Central de Iraq (CBI) son garantizar la estabilidad de los precios internos y fomentar un sistema financiero estable basado en el mercado competitivo. también promoverá el crecimiento sostenible, el empleo y la prosperidad en Irak". El sitio web de BCI además establece que las funciones del BCI además de los objetivos principales mencionados anteriormente incluyen:
- Implementar la política monetaria y la política cambiaria para Irak.
- Mantener el oro y administrar las reservas estatales de oro.
- Emitir y administrar la moneda de Irak.
- Establecer, supervisar y promover un sistema de pago sólido y eficiente.
- Para emitir licencias o permisos a los bancos y para regular y supervisar los bancos como se específica más en la Ley de Bancos.
- Para llevar a cabo tareas auxiliares o transacciones relacionadas dentro del marco de la ley iraquí.